# Церковь Святой Екатерины (Острава)
Церковь Святой Екатерины (чеш. Kostel svaté Kateřiny) — римская католическая церковь в чешском городе Острава. Одно из старинных зданий города, построенное во второй четверти в XVI веке. Охраняется как памятник культуры с 1958 года.

## Общая информация
Деревянная церковь Святой Екатерины была построена во второй четверти XVI века в стиле поздней готики с элементами раннего ренессанса. 2 апреля 2002 года из-за неисправности электрооборудования полностью уничтожена пожаром. Впоследствии была восстановлена как старинная копия с использованием фрагментов оригинального здания. Реставрация храма завершилась в 2004 году. Торжественная передача ключей от церкви местного римско-католического прихода в связи с освящением новых колоколов в честь святого Франциска Ассизского и святого Клара состоялась 30 октября 2004 года. Церковь была торжественно освящена 27 ноября 2004 года епископом Остравы и Опавы Франтишеком Вацлавом Лобковичем.

## История
Согласно экспертному заключению, деревянный материал, использованный для строительства церкви Святой Екатерины Александрийской, произведён из елей, срубленных после 1522 года. К сожалению, из-за разрушительного пожара образцы древесины были искажены, поэтому происхождение здания связывают со второй четвертью XVI века, основываясь на использованных архитектурных элементах и их аналогах. 

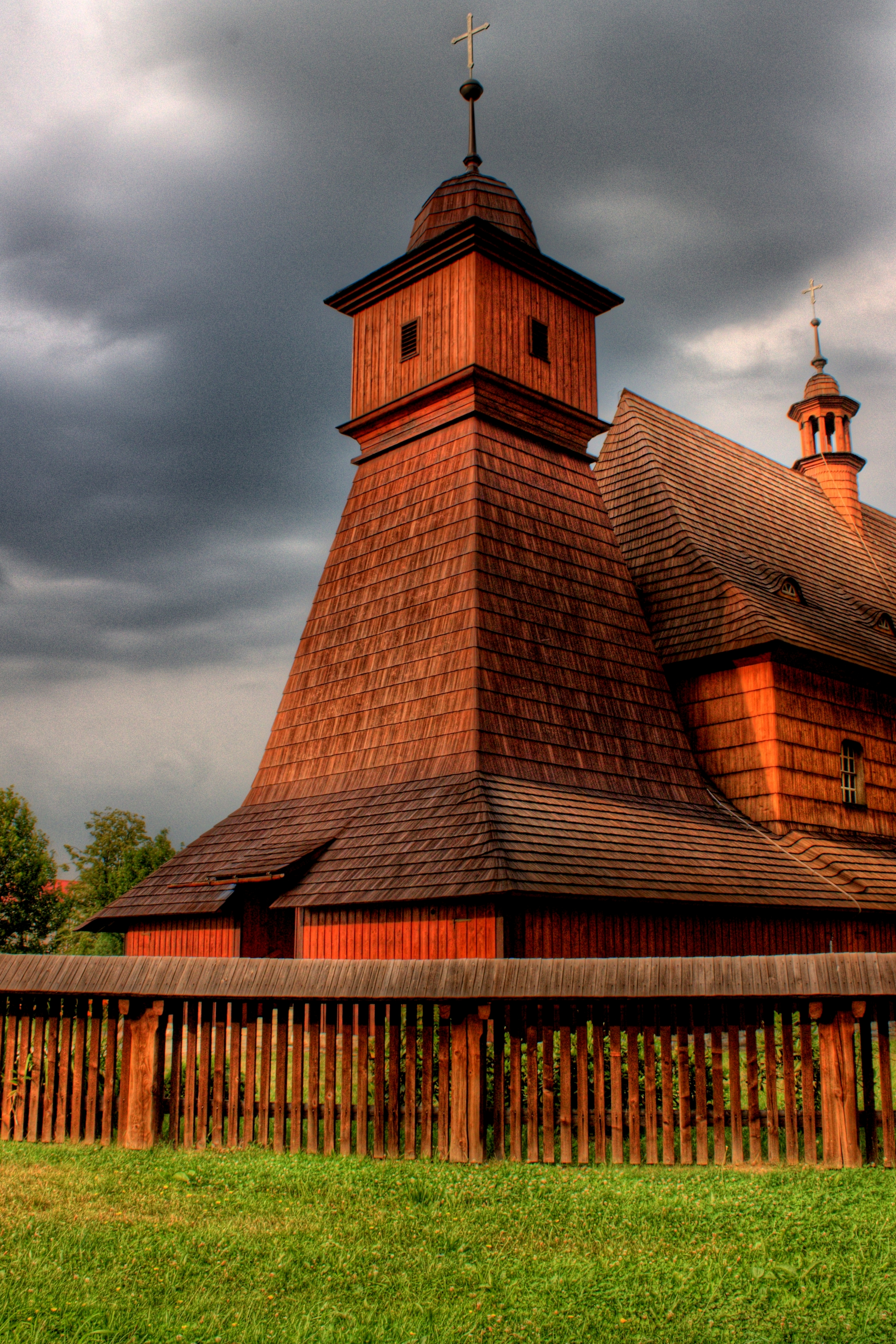
Церковь Святой Екатерины

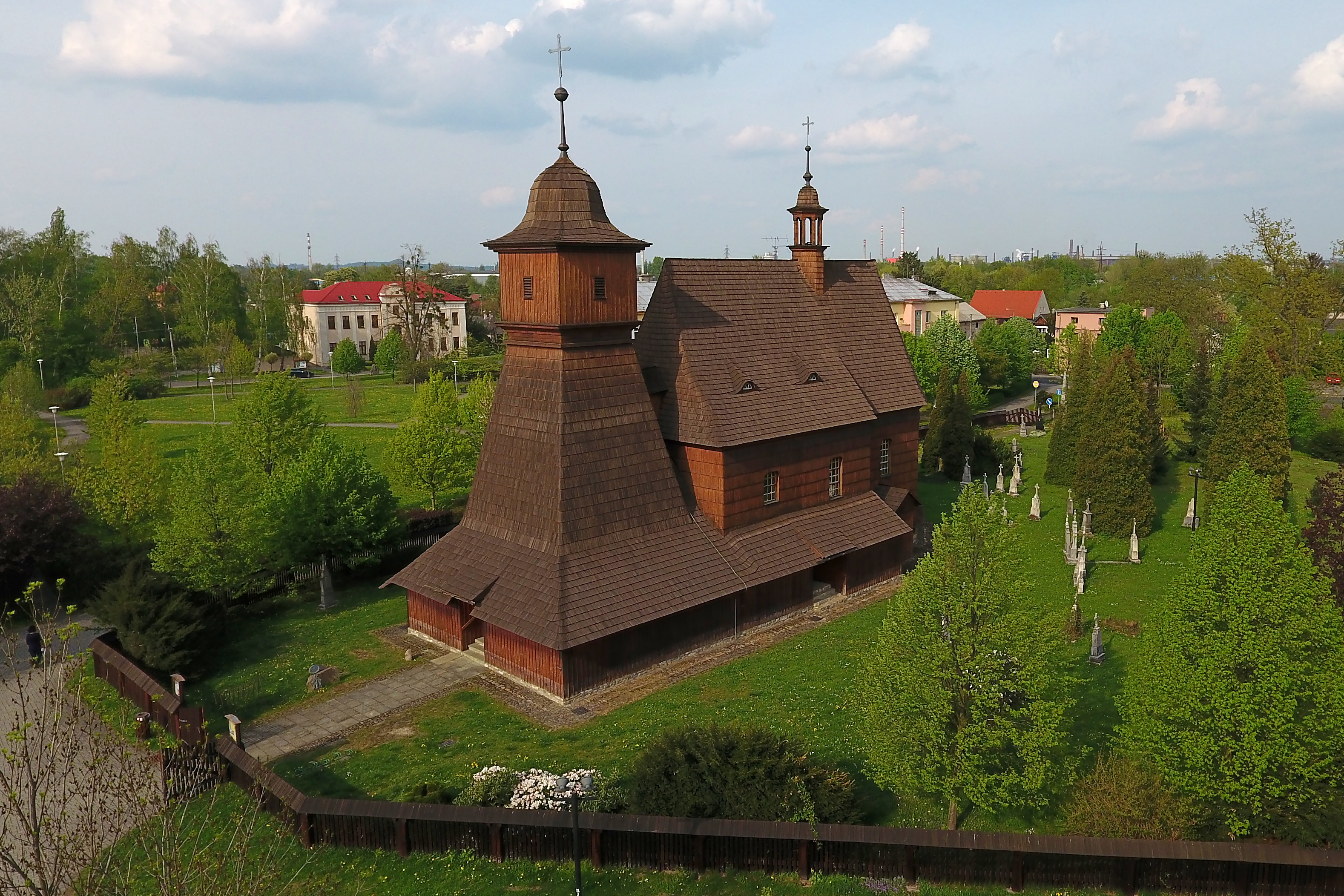
Обзорный вид церкви

Церковь имеет типичные архитектурные черты, характерные для деревянного народного зодчества Северной Моравии и Верхней Силезии. Церковь построена на стыке поздней готики и раннего ренессанса. Главный и боковые входы в неф церкви были украшены двумя позднеготическими порталами в форме ослиной спины, но полукруглый портал, соединяющий пресвитерий церкви с ризницей, уже обозначил признаки раннего Возрождения. Существует народная легенда, связанная с церковью, что церковь первоначально пришла из Метиловиц, откуда она была перенесена, но эта легенда не подтверждена никакими источниками и считается неправдоподобной.
В 1564–1573 годах состоялась новая фресковая роспись церкви. Первый письменный источник, напоминающий о местном католическом духовенстве, датируется 1580 годом.
В 1660 году работник из Опавы Ханс Кнауф отлил два колокола в стиле барокко весом семь и пять центов. Лёгкий колокол был сохранён до 2002 года, после чего переплавлен. В октябре 1679 года церковь подверглась грабежу. В 1724 году в церкви был установлен колокол весом 23 килограмма, который отлил знаменитый опавский мастер Франтишек Станке. Этот колокол был реквизирован австро-венгерской армией 23 февраля 1918 года.
6 июня 1890 года местный капеллан Игнац Коцврлих организовал самостоятельный приход и стал первым пастором за долгие годы. На рубеже XIX и XX веков неоднократно обсуждался вопрос строительства новой церкви, но решение так и не было найдено.
Во время Первой мировой войны для нужд австро-венгерской армии были конфискованы два колокола весом 193 и 23 килограмма, которые в 1925 году были заменены двумя новыми колоколами. К сожалению, даже эти колокола не избежали разрушения в 1941 году, когда их забрала немецкая армия. Во время освободительной борьбы 30 апреля 1945 года по башне церкви был выпущен артиллерийский снаряд, но башню храма очень быстро восстановили местные мастера. В 1969 году церковь была разграблена неизвестными преступниками. 

## Современная история церкви
2 апреля 2002 года в церкви Святой Екатерина Александрийской в ранние утренние часы произошёл пожар, который практически полностью уничтожил здание. Благодаря усилиям Острава-Опавской епархии, уставного города Остравы - городского округа Грабова, Института национальных памятников, территориального отделения специалиста в Остраве и римско-католического прихода Острава-Грабова церковь была восстановлена. Проект церкви подготовил инженер архитектор Антонин Завада, автором современного дизайна интерьера был инженер Марек Штепан.
30 октября 2004 года были освящены новые колокола. Также состоялась торжественная передача ключей. Торжественное освящение церкви епископом Остравы и Опавы состоялось 27 ноября 2004 года.